# HD139271
HD139271 — хімічно пекулярна зоря спектрального класу A3, що має видиму зоряну величину в смузі V приблизно  6,0.
Вона  розташована на відстані близько 626,0 світлових років від Сонця.

## Фізичні характеристики
Зоря HD139271 обертається 
порівняно повільно 
навколо своєї осі. Проєкція її екваторіальної швидкості на промінь зору становить  Vsin(i)= 48км/сек.